# 301622 Chastel
301622 Chastel è un asteroide della fascia principale. Scoperto nel 2010, presenta un'orbita caratterizzata da un semiasse maggiore pari a 2,248795 UA e da un'eccentricità di 0,099837, inclinata di 5,667545° rispetto all'eclittica.